# Groupe volcanique Shikaribetsu
Le Shikaribetsu (然別火山群, Shikaribetsu-kazangun) est un groupe volcanique constitué de dômes de lave répartis autour du lac Shikaribetsu dans l'île de Hokkaidō au Japon. Situé dans le parc national de Daisetsuzan, le groupe volcanique se trouve sur l'arc des Kouriles de la ceinture de feu du Pacifique.
Le Shikaribetsu comprend les sommets suivants :
- le mont Higashinupukaushi ;
- le mont Nishi-Nupukaushi ;
- le mont Tenbo ;
- le mont Hakuun.